# Galeria Markthalle
Die Galeria Markthalle GmbH & Co. KG mit Sitz in Essen ist eine Konzerntochter der Galeria für Feinkost, die aus der Fusion von Kaufhof und Karstadt hervorgegangen ist. Eigentümer ist die Galeria Food GmbH. Schrittweise sollen die bisherigen Lebensmittelabteilungen der Warenhäuser als Galeria Markthalle umgebaut werden.

## Vorgänger Karstadt Feinkost

Logo Vorgängergesellschaft

Die Karstadt Feinkost GmbH & Co. KG mit Sitz in Köln war ein 2005 gegründetes Joint Venture, an dem Karstadt mit 74,9 Prozent und die Rewe-Gruppe mit 25,1 Prozent beteiligt waren. Beide Gesellschafter stellten je einen Geschäftsführer. Seit dem 1. Januar 2005 werden die Lebensmittelabteilungen in anfangs 72, später 60 von 90 Karstadt-Kaufhäusern durch ein Joint Venture mit dem Namen „Karstadt Feinkost GmbH & Co. KG“ mit Sitz in Köln geführt. Karstadt brachte Waren und Liegenschaften für etwa 50 Mio. Euro und Rewe neues Kapital in gleicher Höhe in die Gesellschaft ein. „Karstadt Feinkost“ beschäftigte zu Beginn rund 3700 hauptsächlich vom KarstadtQuelle-Konzern gestellte Mitarbeiter, die einen jährlichen Umsatz von etwa 500 Mio. Euro erwirtschafteten.
Seit Gründung der neuen Gesellschaft wurden die Karstadt-Lebensmittelabteilungen – nach Umbau und mit verändertem Sortiment – schrittweise auf die Marke „Perfetto“ umgestellt. Zuletzt betrieb die Karstadt Feinkost GmbH & Co. KG 44 Perfetto Feinkostmärkte in 33 Städten. Die Perfetto-Märkte und Feinkost-Abteilungen in Karstadt-Warenhäusern waren daher von dem am 9. Juni 2009 durch die Arcandor AG gestellten Insolvenzantrag nicht betroffen. 2016 wurden die Läden zum Teil auf die Marke „Karstadt Lebensmittel“ umgestellt. Ebenso änderte sich die offizielle Website dementsprechend auf karstadt-lebensmittel.de. 

## Vorgänger Galeria Gourmet
Seitens Kaufhofs war der Vorgänger Galeria Gourmet.

## Filialen
Stand Januar 2025 betreibt die Galeria Markthalle GmbH & Co. KG folgende 22 Filialen nach Bundesländern:
- Baden-Württemberg: Karlsruhe
- Bayern: München: Marienplatz, Rotkreuzplatz, Schwabing; Nürnberg ; Würzburg
- Berlin: Hermannplatz; Kurfürstendamm; Schloßstraße
- Brandenburg: -
- Hamburg: -
- Bremen: -
- Hessen: Bad Homburg; Frankfurt; Wiesbaden
- Mecklenburg-Vorpommern: -
- Niedersachsen: Hannover
- Nordrhein-Westfalen: Bonn; Dortmund; Düsseldorf: Schadowstraße; Köln: Hohe Straße; Münster: Salzstraße
- Rheinland-Pfalz: -
- Saarland: Saarbrücken
- Sachsen: Dresden; Leipzig
- Sachsen-Anhalt: Magdeburg
- Schleswig-Holstein: -
- Thüringen: -